# 立成寺
立成寺（りゅうじょうじ）は、岡山県岡山市北区東花尻にある日蓮宗の寺院である。山号は福寿山という。旧本山は庭瀬不変院。
吉備中山山麓にあり付近には西花尻に正法寺、妙法華寺、東花尻に妙傳寺などがある。山門は明治維新後の廃藩置県の際に庭瀬城の表門が移築されたもので重厚な四脚門として知られる。

## 歴史
慶長年間の1596年頃に恵性院日通により備前国辛川に開創された。岡山藩主池田光政の時代に行われた日蓮宗不受不施派の弾圧（寛政の法難）を逃れるため現在地に移転し難を逃れたという。